# Церква святого архангела Михаїла (Чортків)
Церква святого архангела Михаїла в Чорткові — парафія і храм греко-католицької громади Бучацької єпархії Української греко-католицької церкви в місті Чорткові Тернопільської области.

## Історія церкви
Парафію утворено 28 серпня 1996 року. Того ж дня генеральний вікарій Тернопільсько-Зборівської єпархії отець-митрат Василій Семенюк освятив наріжний камінь під будівництво храму. Завершили зведення церкви у 2008 році силами та за пожертви місцевих парафіян. Освячення храму, яке здійснив тодішній Апостольський Адміністратор Бучацької єпархії отець Дмитрій Григорак, відбулося на храмове свято святого архистратига Михаїла.
На території парафії у 2013 році збудували капличку Матері Божої, також за кошти громади та вірян. При парафії діють: братство «Апостольство молитви», спільнота «Матері в молитві» та біблійний гурток.

## Парохи
- о. Григорій Канак (1996—2008),
- о. Володимир Логуш (від 2008).